# 크니도스
크니도스(Cnidus 또는 Knidos, 고대 그리스어: Κνίδος)는 아나톨리아에 있던 고대 그리스의 도시로 도리아의 헥사폴리스(6도시 연합, Doric hexapolis) 중 하나이다. 장소는 현재 튀르키예의 괴코바 만(Gökova)에 접한 닷차 반도(Datça Peninsula)에 있으며, 현지에서는 ‘테키르’(Tekir)라고 한다.

## 역사
크니도스는 태고의 도시로 그리스 스파르타의 식민지 도시였던 것으로 추정된다. 코스섬, 할리카르낫소스(현재의 보드룸), 로도스섬의 린도스, 카메이로스, 이알리소스(Ialysos) 등의 도시와 함께 크니도스는 ‘도리아의 헥사폴리스’(6 도시 연합)를 형성하고 트리오피안 곶에서는 동맹 회의와 아폴론, 포세이돈, 님프 (요정)들을 축하하는 3대 경기가 열렸다.
크니도스는 최초에는 60명의 위원으로 구성되었으며, 1명의 행정관이 의장을 맡고, 과두제로 원로원이 통치를 하고 있었다. 오래된 일족의 이름이 꽤 훗날까지 계속되고 있는 것이 비문에서 나타나고 있지만, 그 구성원은 일반의 인기에 좌우되고 있었다. 크니도스의 지정학적 위치는 상업에 적합하여 크니도스는 상당한 부를 축적하였다. 그래서 리파리섬을 식민지화하고, 아드리아해의 코르출라섬에 도시를 건설했다. 그러나 마지막에는 키루스 2세에게 굴복하였고, 에우리메돈 전투에서 펠로폰네소스 전쟁 후기에 걸쳐 아테네의 지배를 받았다.
이어 세력을 확대한 로마 제국도 크니도스인은 간단하게 충성을 맹세했다. 로마는 안티오코스 3세에게 힘을 보탠 포상으로 크니도스의 자치를 허용했다.
동로마 제국의 시대까지는 여전히 상당한 주민이 있었던 것이 틀림없다. 비잔틴 건축에 속하는 많은 거대한 건물이 폐허 속에서 발견되었기 때문이다. 기독교의 매장지도 인근에 흔하게 있다.

크도니스 파노라마

## 유적
크니도스의 일부는 본토에 있고, 일부는 트리오피온섬(Triopion) 또는 크리오 곶(Krio)에 있었다. 섬 또는 곶이라고 의견이 갈라지는 것은 고대 교량에 의해 연결되어 있다는 사실에 기인한다. 현재는 좁은 모래 지협에 의해 연결되어 있고, 데베보이누 곶이라고 불린다. 다리를 걸어서 섬과 본토 사이의 해협에 2개의 항구가 만들어졌다. 그 중 남쪽의 큰 부분들은 지금도 완전한 상태로 남아있는 2개의 견고한 구조의 제방에 둘러싸여 있었다.
크니도스의 길이는 1.6km 미만으로, 성벽의 모든 지역은 건축물의 유적이 밀집해 있다. 섬, 본토의 두 성벽은 전체 고리를 이루고 있다. 많은 장소에서, 특히 도시의 북쪽 끝에 있는 아크로폴리스 주변은 아주 완전하다. 이 유적이 서양에 알려지게 된 것은 1812년 디레탄티 협회의 노력과 1857년에서 1858년 사이의 찰스 토머스 뉴턴의 발굴에 힘입은 바가 크다.

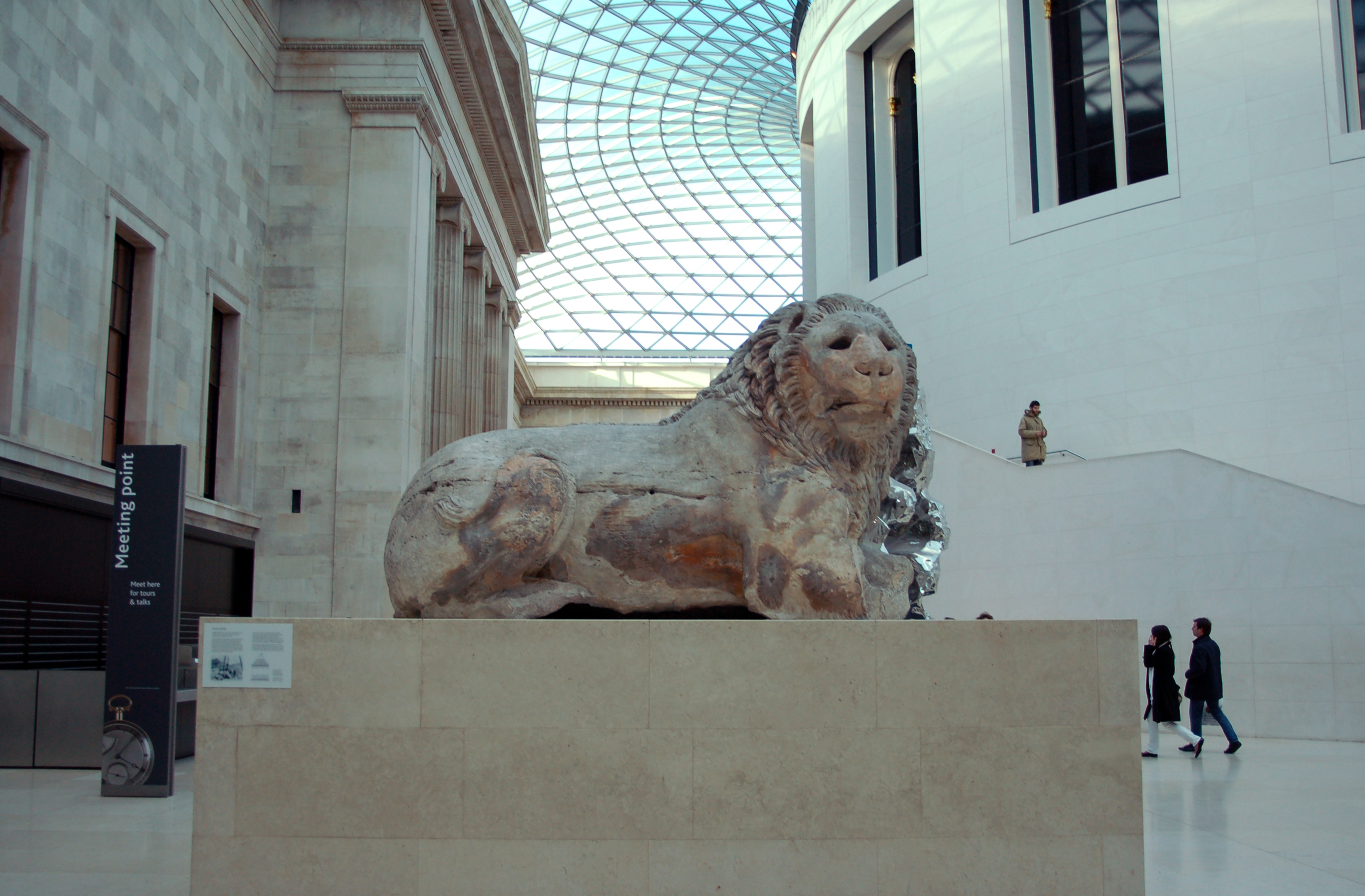
크도니스 사자상

아고라, 극장, 오데온(음악당), 디오니소스의 신전, 무사의 신전, 아프로디테의 신전, 그외에 많은 작은 건물이 지금까지 확인되었으며, 도시의 개요는 꽤 분명히 알려져 있다. 프락시텔레스의 유명한 조각 ‘크니도스의 아프로디테’(Aphrodite of Cnidus)는 이 도시를 위해 제작된 작품이었지만, 깨져버렸다. 대신 후 시대의 복제품이 남아 있고, 그 하나는 바티칸 박물관에 있다. 성전 경내에서 뉴턴이 발견한 데메테르의 좌상은 대영박물관에 보내졌다. 또한 뉴턴은 도시 남동쪽 약 4.8km 지점에서, 장려한 무덤 유적과 펜텔리 대리석 덩어리로 만든 길이 3m, 높이 1.8m의 거대한 사자상을 찾아냈다. 사자상은 코논이 스파르타(라케다이몬)를 물리친, 기원전 394년 크니도스 해전(Battle of Cnidus)의 승리를 기념한 것이라고 볼 수 있다.

## 인물
역사상 유명한 크니도스 인들로는 다음의 인물이 있다.
- 에우독소스 (기원전 5세기 - 기원전 4세기) 천문학자
- 크테시아스 (기원전 5세기) 《페르시아 지》의 저자
- 소스크리토스 (기원전 3세기 생) 알렉산드리아의 등대를 만든 건축가

## 같이 보기
- 크니도스 해전